# Liste der Staatsoberhäupter 1985
Übersicht
◄◄ | ◄ | 1981 | 1982 | 1983 | 1984 | Liste der Staatsoberhäupter 1985 | 1986 | 1987 | 1988 | 1989 | ► | ►►

Weitere Ereignisse

## Afrika
- Ägypten
  - Staatsoberhaupt: Präsident Husni Mubarak (1981–2011) (1981–1982 Ministerpräsident)
  - Regierungschef:
    - Ministerpräsident Kamal Hasan Ali (1984–4. September 1985)
    - Ministerpräsident Ali Lutfi (4. September 1985–1986)
- Algerien
  - Staatsoberhaupt: Präsident Chadli Bendjedid (1979–1992)
  - Regierungschef: Ministerpräsident Abdelhamid Brahimi (1984–1988)
- Angola
  - Staats- und Regierungschef: Präsident José Eduardo dos Santos (1979–2017)
- Äquatorialguinea
  - Staatsoberhaupt: Präsident Teodoro Obiang Nguema Mbasogo (seit 1979) (bis 1982 Vorsitzender des Obersten Militärrats)
  - Regierungschef: Ministerpräsident Cristino Seriche Malabo Bioko (1982–1992)
- Äthiopien
  - Staats- und Regierungschef: Vorsitzender des provisorischen militärischen Verwaltungsrats Mengistu Haile Mariam (1974, 1977–1991) (ab 1987 Präsident)
- Benin
  - Staats- und Regierungschef: Präsident Mathieu Kérékou (1972–1991, 1996–2006)
- Botswana
  - Staats- und Regierungschef: Präsident Quett Masire (1980–1998)
- Burkina Faso
  - Staats- und Regierungschef: Vorsitzender des Nationalen Revolutionsrats Thomas Sankara (1983–1987) (1983 Ministerpräsident)
- Burundi
  - Staats- und Regierungschef: Präsident Jean-Baptiste Bagaza (1976–1987)
- Dschibuti
  - Staatsoberhaupt: Präsident Hassan Gouled Aptidon (1977–1999) (1977 Ministerpräsident)
  - Regierungschef: Ministerpräsident Barkat Gourad Hamadou (1978–2001)
- Elfenbeinküste
  - Staats- und Regierungschef: Präsident Félix Houphouët-Boigny (1960–1993)
- Gabun
  - Staatsoberhaupt: Präsident Omar Bongo (1967–2009)
  - Regierungschef: Ministerpräsident Léon Mébiame (1975–1990)
- Gambia
  - Staats- und Regierungschef: Präsident Dawda Jawara (1970–1994) (1965–1970 Ministerpräsident)
- Ghana
  - Staats- und Regierungschef: Vorsitzender des provisorischen Nationalen Verteidigungsrats Jerry Rawlings (1979, 1981–2001) (ab 1993 Präsident)
- Guinea
  - Staats- und Regierungschef: Präsident Lansana Conté (1984–2008)
- Guinea-Bissau
  - Staats- und Regierungschef: Präsident João Bernardo Vieira (1980–1984, 1984–1999, 2005–2009) (1978–1980 Ministerpräsident)
- Kamerun
  - Staats- und Regierungschef: Präsident Paul Biya (seit 1982)
- Kap Verde
  - Staatsoberhaupt: Präsident Aristides Pereira (1975–1991)
  - Regierungschef: Premierminister Pedro Pires (1975–1991) (2001–2011 Präsident)
- Kenia
  - Staats- und Regierungschef: Präsident Daniel arap Moi (1978–2002)
- Komoren
  - Staats- und Regierungschef: Vorsitzender des militärisch-politischen Direktorats Ahmed Abdallah (1975, 1978–1989)
- Volksrepublik Kongo (1960–1970 Kongo-Brazzaville; ab 1992 Republik Kongo)
  - Staatsoberhaupt: Präsident Denis Sassou-Nguesso (1979–1992, seit 1997)
  - Regierungschef: Ministerpräsident Ange Édouard Poungui (1984–1989)
- Lesotho
  - Staatsoberhaupt: König Moshoeshoe II. (1966–1970, 1970–1990, 1995–1996)
  - Regierungschef: Ministerpräsident Leabua Jonathan (1966–1986) (1970 Staatsoberhaupt)
- Liberia
  - Staats- und Regierungschef: Präsident Samuel K. Doe (1980–1990) (bis 1984 Vorsitzender des Erlöungsrats des Volkes)
- Libyen
  - Revolutionsführer: Muammar al-Gaddafi (1969–2011) (1969–1979 Generalsekretär des Allgemeinen Volkskongresses)
  - Staatsoberhaupt: Generalsekretär des Allgemeinen Volkskongresses Miftah al-Usta Umar (1984–1990)
  - Regierungschef: Generalsekretär des Allgemeinen Volkskomitees Muhammad az-Zaruq Radschab (1984–1986) (1981–1984 Generalsekretär des Allgemeinen Volkskongresses)
- Madagaskar
  - Staatsoberhaupt: Präsident Didier Ratsiraka (1975–1993, 1997–2002)
  - Regierungschef: Ministerpräsident Désiré Rakotoarijaona (1977–1988)
- Malawi
  - Staats- und Regierungschef: Präsident Hastings Kamuzu Banda (1966–1994) (1964–1966 Ministerpräsident)
- Mali
  - Staats- und Regierungschef: Präsident Moussa Traoré (1968–1991)
- Marokko
  - Staatsoberhaupt: König Hassan II. (1961–1999)
  - Regierungschef: Ministerpräsident Mohammed Karim Lamrani (9171–1972, 1983–1986, 1992–1994)
- Mauretanien
  - Staatsoberhaupt: Präsident Maaouya Ould Sid’Ahmed Taya (1984–2005) (1981–1984, 1984–1992 Ministerpräsident)
  - Regierungschef: Ministerpräsident Maaouya Ould Sid’Ahmed Taya (1981–1984, 1984–1992) (1984–2005 Präsident)
- Mauritius
  - Staatsoberhaupt: Königin Elisabeth II. (1968–1992)
    - Generalgouverneur:
      - Seewoosagur Ramgoolam (1983–15. Dezember 1985) (1968–1982 Ministerpräsident)
      - Cassam Moollan (15. Dezember 1985–1986) (kommissarisch)

  - Regierungschef: Ministerpräsident Anerood Jugnauth (1982–1995, 2000–2003, 2014–2017) (2003–2012 Präsident)
- Mosambik
  - Staatsoberhaupt: Präsident Samora Machel (1975–1986)
  - Regierungschef: Ministerpräsident Mário Fernandes da Graça Machungo (1976–1994)
- Niger
  - Staatsoberhaupt: Präsident des Obersten Militärrats Seyni Kountché (1974–1987)
  - Regierungschef: Premierminister Hamid Algabid (1983–1988)
- Nigeria
  - Staats- und Regierungschef:
    - Vorsitzender des Obersten Militärrats Muhammadu Buhari (1983–27. August 1985, 2015–2023 Präsident)
    - Präsident des Regierenden Rates der Streitkräfte Ibrahim Babangida (27. August 1985–1993)
- Ruanda
  - Staats- und Regierungschef: Präsident Juvénal Habyarimana (1973–1994)
- Sambia
  - Staatsoberhaupt: Präsident Kenneth Kaunda (1964–1991)
  - Regierungschef:
    - Ministerpräsident Nalumino Mundia (1981–24. April 1985)
    - Ministerpräsident Kebby Musokotwane (24. April 1985–1989)
- São Tomé und Príncipe
  - Staats- und Regierungschef: Präsident Manuel Pinto da Costa (1975–1991, 2011–2016)
- Senegal
  - Staats- und Regierungschef: Präsident Abdou Diouf (1981–2000) (1970–1980 Ministerpräsident)
- Seychellen
  - Staats- und Regierungschef: Präsident France-Albert René (1977–2004) (1976–1977 Ministerpräsident)
- Sierra Leone
  - Staats- und Regierungschef:
    - Präsident Siaka Stevens (1971–28. November 1985) (1967, 1968–1971 Ministerpräsident)
    - Präsident Joseph Saidu Momoh (28. November 1985–1992)
- Simbabwe
  - Staatsoberhaupt: Präsident Canaan Banana (1980–1987)
  - Regierungschef: Premierminister Robert Mugabe (1980–1987) (1987–2017 Präsident)
- Somalia
  - Staats- und Regierungschef: Präsident Siad Barre (1969–1991)
- Südafrika
  - Staats- und Regierungschef: Präsident Pieter Willem Botha (1984–1989) (1978–1984 Ministerpräsident)
- Sudan
  - Staatsoberhaupt:
    - Präsident Dschafar an-Numairi (1969–1971, 1971–6. April 1985) (1969–1976, 1977–1985 Ministerpräsident)
    - Vorsitzender des militärischen Übergangsrats Abd ar-Rahman Swar ad-Dahab (6. April 1985–1986)

  - Regierungschef:
    - Ministerpräsident Dschafar an-Numairi (1969–1976, 1977–6. April 1985) (1969–1971, 1971–1985 Präsident)
    - Ministerpräsident al-Dschazuli Dafallah (6. April 1985–1986)
- Swasiland
  - Staatsoberhaupt: Regentin Ntombi (1983–1986)
  - Regierungschef: Premierminister Bhekimpi Dlamini (1983–1986)
- Tansania
  - Staatsoberhaupt:
    - Präsident Julius Nyerere (1962–5. November 1985) (1961–1962 Ministerpräsident)
    - Präsident Ali Hassan Mwinyi (5. November 1985–1995)

  - Regierungschef:
    - Ministerpräsident Salim Ahmed Salim (1984–5. November 1985)
    - Ministerpräsident Joseph Sinde Warioba (5. November 1985–1990)
- Togo
  - Staats- und Regierungschef: Präsident Gnassingbé Eyadéma (1967–2005)
- Tschad
  - Staats- und Regierungschef: Präsident Hissène Habré (1982–1990) (1978–1979 Ministerpräsident)
- Tunesien
  - Staatsoberhaupt: Präsident Habib Bourguiba (1957–1987)
  - Regierungschef: Ministerpräsident Mohamed Mzali (1980–1986)
- Uganda
  - Staatsoberhaupt:
    - Präsident Milton Obote (1966–1971, 1980–27. Juli 1985) (1962–1966 Ministerpräsident)
    - Vorsitzender des Militärrats Bazilio Olara Okello (27. Juli 1985–29. Juli 1985)
    - Vorsitzender des Militärrats Tito Okello (29. Juli 1985–1986)

  - Regierungschef:
    - Ministerpräsident Otema Allimadi (1980–27. Juli 1985)
    - Ministerpräsident Paulo Muwanga (1. August 1985–25. August 1985) (1980 Präsident)
    - Ministerpräsident Abraham Waligo (25. August 1985–1986)
- Westsahara (umstritten)
  - Staatsoberhaupt: Präsident Mohamed Abdelaziz (1976–2016) (im Exil)
  - Regierungschef:
    - Ministerpräsident Mahfoud Ali Beiba (1982–18. Dezember 1985, 1988–1993, 1995–1999) (im Exil)
    - Ministerpräsident Mohamed Lamine Ould Ahmed (1976–1982, 18. Dezember 1985–1988) (im Exil)
- Zaïre (bis 1964 Kongo-Léopoldville, 1964–1971, seit 1997 Demokratische Republik Kongo)
  - Staatsoberhaupt: Präsident Mobutu Sese Seko (1965–1997)
  - Regierungschef: Ministerpräsident Kengo Wa Dondo (1982–1986, 1988–1990, 1994–1997)
- Zentralafrikanische Republik
  - Staats- und Regierungschef: Präsident André Kolingba (1981–1993) (bis 21. September 1985 Vorsitzender des Militärkomitees des Nationalen Wiederaufbaus)

## Amerika

### Nordamerika
- Kanada
  - Staatsoberhaupt: Königin Elisabeth II. (1952–2022)
    - Generalgouverneurin: Jeanne Sauvé (1984–1990)

  - Regierungschef: Premierminister Brian Mulroney (1984–1993)
- Mexiko
  - Staats- und Regierungschef: Präsident Miguel de la Madrid Hurtado (1982–1988)
- Vereinigte Staaten von Amerika
  - Staats- und Regierungschef: Präsident Ronald Reagan (1981–1989)

### Mittelamerika
- Antigua und Barbuda
  - Staatsoberhaupt: Königin Elisabeth II. (1981–2022)
    - Generalgouverneur Wilfred E. Jacobs (1981–1993)

  - Regierungschef: Premierminister Vere Cornwall Bird (1981–1994)
- Bahamas
  - Staatsoberhaupt: Königin Elisabeth II. (1973–2022)
    - Generalgouverneur: Gerald Cash (1979–1988)

  - Regierungschef: Premierminister Lynden O. Pindling (1973–1992)
- Barbados
  - Staatsoberhaupt: Königin Elisabeth II. (1966–2021)
    - Generalgouverneur: Hugh Springer (1984–1990)

  - Regierungschef:
    - Premierminister John Michael G. Adams (1976–11. März 1985)
    - Premierminister Harold Bernard St. John (11. März 1985–1986)
- Belize
  - Staatsoberhaupt: Königin Elisabeth II. (1981–2022)
    - Generalgouverneurin: Minita Gordon (1981–1993)

  - Regierungschef: Premierminister Manuel Esquivel (1984–1989, 1993–1998)
- Costa Rica
  - Staats- und Regierungschef: Präsident Luis Alberto Monge Álvarez (1982–1986)
- Dominica
  - Staatsoberhaupt: Präsident Clarence A. Seignoret (1983–1993)
  - Regierungschef: Premierministerin Eugenia Charles (1980–1995)
- Dominikanische Republik
  - Staats- und Regierungschef: Präsident Salvador Jorge Blanco (1982–1986)
- El Salvador
  - Staats- und Regierungschef: Präsident José Napoleón Duarte (1984–1989)
- Grenada
  - Staatsoberhaupt: Königin Elisabeth II. (1974–2022)
    - Generalgouverneur: Paul Scoon (1978–1992)

  - Regierungschef: Premierminister Herbert Blaize (1984–1989)
- Guatemala
  - Staats- und Regierungschef: Präsident Óscar Humberto Mejía Víctores (1983–1986)
- Haiti
  - Staats- und Regierungschef: Präsident Jean-Claude Duvalier (1971–1986)
- Honduras
  - Staats- und Regierungschef: Präsident Roberto Suazo Córdova (1982–1986)
- Jamaika
  - Staatsoberhaupt: Königin Elisabeth II. (1962–2022)
    - Generalgouverneur: Florizel Glasspole (1973–1991)

  - Regierungschef: Ministerpräsident Edward Seaga (1980–1989)
- Kuba
  - Staatsoberhaupt und Regierungschef: Präsident des Staatsrats und des Ministerrats Fidel Castro (1976–2008) (1959–1976 Ministerpräsident)
- Nicaragua
  - Staats- und Regierungschef:
    - Regierungsjunta des nationalen Wiederaufbaus:
      - Daniel Ortega (1979–10. Januar 1985) (1985–1990, seit 2007 Präsident)
      - Sergio Ramírez (1979–10. Januar 1985)
      - Rafael Córdova Rivas (1980–10. Januar 1985)

    - Präsident Daniel Ortega (10. Januar 1985–1990, seit 2007) (1979–2005 Mitglied der Regierungsjunta des nationalen Wiederaufbaus)
- Panama
  - Staats- und Regierungschef:
    - Präsident Nicolás Ardito Barletta Vallarino (1984–28. September 1985)
    - Präsident Erick Arturo del Valle (28. September 1985–1988)
- St. Kitts und Nevis
  - Staatsoberhaupt: Königin Elisabeth II. (1983–2022)
    - Generalgouverneur Clement Athelston Arrindell (1983–1995)

  - Regierungschef: Ministerpräsident Kennedy Simmonds (1983–1995)
- St. Lucia
  - Staatsoberhaupt: Königin Elisabeth II. (1979–2022)
    - Generalgouverneur: Allen Montgomery Lewis (1982–1987)

  - Regierungschef: Ministerpräsident John Compton (1982–1996, 2006–2007)
- St. Vincent und die Grenadinen
  - Staatsoberhaupt: Königin Elisabeth II. (1979–2022)
    - Generalgouverneur:
      - Sydney Gun-Munro (1979–28. Februar 1985)
      - Joseph Lambert Eustace (28. Februar 1985–1988)

  - Regierungschef: Ministerpräsident James Fitz-Allen Mitchell (1984–2000)
- Trinidad und Tobago
  - Staatsoberhaupt: Präsident Ellis Clarke (1976–1987) (1972–1976 Generalgouverneur)
  - Regierungschef: Ministerpräsident George Chambers (1981–1986)

### Südamerika
- Argentinien
  - Staats- und Regierungschef: Präsident Raúl Alfonsín (1983–1989)
- Bolivien
  - Staats- und Regierungschef:
    - Präsident Hernán Siles Zuazo (1952, 1956–1960, 1982–5. August 1985)
    - Präsident Víctor Paz Estenssoro (1952–1956, 1960–1964, 5. August 1985–1989)
- Brasilien
  - Staats- und Regierungschef:
    - Präsident João Baptista de Oliveira Figueiredo (1979–15. März 1985)
    - Präsident José Sarney (15. März 1985–1990) (15. März 1985–22. April 1985 kommissarisch)
- Chile
  - Staats- und Regierungschef: Präsident Augusto Pinochet (1974–1990)
- Ecuador
  - Staats- und Regierungschef: Präsident León Febres Cordero (1984–1988)
- Guyana
  - Staatsoberhaupt:
    - Präsident Forbes Burnham (1980–6. August 1985) (1966–1980 Ministerpräsident)
    - Präsident Hugh Desmond Hoyte (6. August 1985–1992) (1984–1985 Ministerpräsident)

  - Regierungschef:
    - Ministerpräsident Hugh Desmond Hoyte (1984–9. August 1985) (1985–1992 Präsident)
    - Ministerpräsident Hamilton Green (6. August 1985–1992)
- Kolumbien
  - Staats- und Regierungschef: Präsident Belisario Betancur (1982–1986)
- Paraguay
  - Staats- und Regierungschef: Präsident Alfredo Stroessner (1954–1989)
- Peru
  - Staatsoberhaupt:
    - Präsident Fernando Belaúnde Terry (1963–1968, 1980–28. Juli 1985)
    - Präsident Alan García (28. Juli 1985–1990, 2006–2011)

  - Regierungschef:
    - Ministerpräsident Luis Pércovich (1984–28. Juli 1985)
    - Ministerpräsident Luis Alva Castro (28. Juli 1985–1987)
- Suriname
  - Staatschef: Präsident Ramdat Misier (1982–1988)
  - Regierungschef: Ministerpräsident Willem Frederik Udenhout (1984–1986)
- Uruguay
  - Staats- und Regierungschef:
    - Präsident Gregorio Álvarez (1981–12. Februar 1985)
    - Präsident Rafael Addiego Bruno (12. Februar 1985–1. März 1985)
    - Präsident Julio María Sanguinetti (1. März 1985–1990, 1995–2000)
- Venezuela
  - Staats- und Regierungschef: Präsident Jaime Lusinchi (1984–1989)

## Asien

### Ost-, Süd- und Südostasien
- Bangladesch
  - Staatsoberhaupt: Präsident Hossain Mohammad Ershad (1982, 1983–1990)
  - Regierungschef: Ministerpräsident Ataur Rahman Khan (1984–1986)
- Bhutan
  - Staats- und Regierungschef: König Jigme Singye Wangchuck (1972–2006)
- Brunei
  - Staats- und Regierungschef: Sultan Hassanal Bolkiah (seit 1967)
- Burma (heute Myanmar)
  - Staatsoberhaupt: Präsident San Yu (1981–1988)
  - Regierungschef: Ministerpräsident Maung Maung Kha (1977–1988)
- Republik China (Taiwan)
  - Staatsoberhaupt: Präsident Chiang Ching-kuo (1978–1988) (1972–1978 Ministerpräsident)
  - Regierungschef: Ministerpräsident Yu Kuo-hwa (1984–1989)
- China
  - Parteichef: Generalsekretär der Kommunistischen Partei Chinas Hu Yaobang (1980–1987) (1981–1982 Vorsitzender der KPCh)
  - Staatsoberhaupt: Präsident Li Xiannian (1983–1988)
  - Regierungschef: Ministerpräsident Zhao Ziyang (1980–1987) (1987–1989 Generalsekretär der KPCh)
- Indien
  - Staatsoberhaupt: Präsident Giani Zail Singh (1982–1987)
  - Regierungschef: Premierminister Rajiv Gandhi (1984–1989)
- Indonesien
  - Staats- und Regierungschef: Präsident Suharto (1967–1998)
- Japan
  - Staatsoberhaupt: Kaiser Hirohito (1926–1989)
  - Regierungschef: Premierminister Yasuhiro Nakasone (1982–1987)
- Kambodscha
  - Staatsoberhaupt: Vorsitzender des Staatsrats Heng Samrin (1979–1992) (bis 1981 Präsident des revolutionären Volksrats)
  - Regierungschef: Premierminister Hun Sen (14. Januar 1985–2023)
- Nordkorea
  - Vorsitzender der Nationalen Verteidigungskommission: Kim Il-sung (1948–1994)
  - Vorsitzender des Präsidiums der Obersten Volksversammlung: Kim Il-sung (1972–1994)
  - Regierungschef: Ministerpräsident Kang Song-san (1984–1986, 1992–1997)
- Südkorea
  - Staatsoberhaupt: Präsident Chun Doo-hwan (1980–1988)
  - Regierungschef:
    - Ministerpräsident Jin Ui-jong (1983–19. Februar 1985)
    - Ministerpräsident Sin Byeong-hyeon (1984–19. Februar 1985) (kommissarisch)
    - Ministerpräsident Roh Shin-yeong (19. Februar 1985–1987)
- Laos
  - Staatsoberhaupt: Präsident Souphanouvong (1975–1991)
  - Regierungschef: Ministerpräsident Kaysone Phomvihane (1975–1991) (1991–1992 Präsident)
- Malaysia
  - Staatsoberhaupt: Oberster Herrscher Mahmud Iskandar Al-Haj (1984–1989)
  - Regierungschef: Ministerpräsident Mahathir bin Mohamad (1981–2003, 2018–2020)
- Malediven
  - Staats- und Regierungschef: Präsident Maumoon Abdul Gayoom (1978–2008)
- Nepal
  - Staatsoberhaupt: König Birendra (1972–2001)
  - Regierungschef: Ministerpräsident Lokendra Bahadur Chand (1983–1986, 1990–1997)
- Pakistan
  - Staatsoberhaupt: Präsident Mohammed Zia-ul-Haq (1978–1988) (1988 Ministerpräsident)
  - Regierungschef: Ministerpräsident Muhammad Khan Junejo (24. März 1985–1988) (Amt neu geschaffen)
- Philippinen
  - Staats- und Regierungschef: Präsident Ferdinand Marcos (1965–1986)
- Singapur
  - Staatsoberhaupt:
    - Präsident Devan Nair (1981–28. März 1985)
    - Chief Justice Wee Chong Jin (28. März 1985–31. März 1985) (kommissarisch)
    - Parlamentsvorsitzender Yeoh Ghim Seng (1970–1971, 1981, 31. März 1985–2. September 1985) (kommissarisch)
    - Präsident Wee Kim Wee (2. September 1985–1993)

  - Regierungschef: Premierminister Lee Kuan Yew (1959–1990)
- Sri Lanka
  - Staatsoberhaupt: Präsident Junius Richard Jayewardene (1978–1989) (1977–1978 Premierminister)
  - Regierungschef: Premierminister Ranasinghe Premadasa (1978–1989) (1989–1993 Präsident)
- Thailand
  - Staatsoberhaupt: König Rama IX. Bhumibol Adulyadej (1946–2016)
  - Regierungschef: Ministerpräsident Prem Tinsulanonda (1980–1988)
- Vietnam
  - Staatsoberhaupt: Vorsitzender des Staatsrats Trường Chinh (1981–1987)
  - Regierungschef: Vorsitzender des Ministerrats Phạm Văn Đồng (1976–1987) (1955–1976 Ministerpräsident von Nordvietnam)

### Vorderasien
- Bahrain
  - Staatsoberhaupt: Emir Isa II. (1971–1999)
  - Regierungschef: Ministerpräsident Chalifa bin Salman Al Chalifa (1971–2020)
- Irak
  - Staats- und Regierungschef: Präsident Saddam Hussein (1979–2003)
- Iran
  - Religiöses Oberhaupt: Oberster Rechtsgelehrter Ruhollah Chomeini (1980–1989)
  - Staatsoberhaupt: Präsident Ali Chamene’i (1981–1989) (seit 1989 Oberster Rechtsgelehrter)
  - Regierungschef: Ministerpräsident Mir Hossein Mussawi (1981–1989)
- Israel
  - Staatsoberhaupt: Präsident Chaim Herzog (1983–1993)
  - Regierungschef: Ministerpräsident Schimon Peres (1977, 1984–1986, 1995–1996) (2007–2014 Präsident)
- Nordjemen
  - Staatsoberhaupt: Präsident Ali Abdullah Salih (1978–1990) (1990–2012 Präsident des Jemen)
  - Regierungschef: Ministerpräsident Abd al-Aziz Abd al-Ghani (1975–1980, 1983–1990) (1994–1997 Ministerpräsident des Jemen)
- Südjemen
  - Staatsoberhaupt: Vorsitzender des Präsidiums des obersten Volksrates Ali Nasir Muhammad (1978, 1980–1986) (1971–1985 Ministerpräsident)
  - Regierungschef:
    - Ministerpräsident Ali Nasir Muhammad (1971–14. Februar 1985) (1978, 1980–1986 Präsident)
    - Ministerpräsident Haidar Abu Bakr al-Attas (14. Februar 1985–1986) (1986–1990 Vorsitzender des Präsidentschaftsrates; 1990–1994 Ministerpräsident des Jemen)
- Jordanien
  - Staatsoberhaupt: König Hussein (1952–1999)
  - Regierungschef:
    - Ministerpräsident Ahmad al-Ubaydat (1984–4. April 1985)
    - Ministerpräsident Zaid ar-Rifaʿi (1973–1976,4. April 1985–1989)
- Katar
  - Staats- und Regierungschef: Emir Chalifa bin Hamad Al Thani (1972–1995)
- Kuwait
  - Staatsoberhaupt: Emir Dschabir III. (1977–1990)
  - Regierungschef: Ministerpräsident Sa'ad al-Abdallah as-Salim as-Sabah (1978–2003) (2006 Emir)
- Libanon
  - Staatsoberhaupt: Präsident Amin Gemayel (1982–1988)
  - Regierungschef: Ministerpräsident Rashid Karami (1955–1956, 1958–1960, 1961–1964, 1965–1966, 1966–1968, 1969–1970, 1975–1976, 1984–1987)
- Oman
  - Staats- und Regierungschef: Sultan Qabus ibn Said (1970–2020)
- Saudi-Arabien
  - Staats- und Regierungschef: König Fahd ibn Abd al-Aziz (1982–2005)
- Syrien
  - Staatsoberhaupt: Präsident Hafiz al-Assad (1971–2000) (1970–1971 Ministerpräsident)
  - Regierungschef: Ministerpräsident Abdul Rauf al-Kasm (1980–1987)
- Türkei
  - Staatsoberhaupt: Präsident Kenan Evren (1980–1989)
  - Regierungschef: Ministerpräsident Turgut Özal (1983–1989) (1989–1993 Präsident)
- Vereinigte Arabische Emirate
  - Staatsoberhaupt: Präsident Zayid bin Sultan Al Nahyan (1971–2004)
  - Regierungschef: Ministerpräsident Raschid bin Said Al Maktum (1979–1990)

### Zentralasien
- Afghanistan
  - Staatsoberhaupt: Präsident des Revolutionsrats Babrak Karmal (1979–1986)
  - Regierungschef: Ministerpräsident Sultan Ali Keschtmand (1981–1988, 1989–1990)
- Mongolei
  - Staatsoberhaupt: Vorsitzender des Großen Volks-Churals Dschambyn Batmönch (1984–1990) (1974–1984 Vorsitzender des Ministerrats)
  - Regierungschef: Vorsitzender des Ministerrates Dumaagiin Sodnom (1984–1990)

## Australien und Ozeanien
- Australien
  - Staatsoberhaupt: Königin Elisabeth II. (1952–2022)
    - Generalgouverneur: Ninian Stephen (1982–1989)

  - Regierungschef: Premierminister Bob Hawke (1983–1991)
- Cookinseln (unabhängiger Staat in freier Assoziierung mit Neuseeland)
  - Staatsoberhaupt: Königin Elisabeth II. (1965–2022)
    - Queen’s Representative: Tangaroa Tangaroa (1984–1990)

  - Regierungschef: Premierminister Tom Davis (1978–1983, 1983–1987)
- Fidschi
  - Staatsoberhaupt: Königin Elisabeth II. (1970–1987)
    - Generalgouverneur: Penaia Ganilau (1983–1987) (1987–1993 Präsident)

  - Regierungschef: Ministerpräsident Kamisese Mara (1970–1987, 1987–1992) (1993–2000 Präsident)
- Kiribati
  - Staats- und Regierungschef: Präsident Ieremia Tabai (1979–1982, 1983–1991)
- Nauru
  - Staats- und Regierungschef: Präsident Hammer DeRoburt (1968–1976, 1978–1986, 1986, 1986–1989)
- Neuseeland
  - Staatsoberhaupt: Königin Elisabeth II. (1952–2022)
    - Generalgouverneur:
      - David Beattie (1980–2. November 1985)
      - Paul Reeves (2. November 1985–1990)

  - Regierungschef: Premierminister David Lange (1984–1989)
- Niue (unabhängiger Staat in freier Assoziierung mit Neuseeland)
  - Staatsoberhaupt: Königin Elisabeth II. (1974–2022)
    - Queen’s Representative: Generalgouverneur von Neuseeland

  - Regierungschef: Premierminister Robert Rex (1974–1992)
- Papua-Neuguinea
  - Staatsoberhaupt: Königin Elisabeth II. (1975–2022)
    - Generalgouverneur: Kingsford Dibela (1983–1989)

  - Regierungschef:
    - Premierminister Michael Somare (1975–1980, 1982–21. November 1985, 2002–2011)
    - Premierminister Paias Wingti (21. November 1985–1988, 1992–1994)
- Salomonen
  - Staatsoberhaupt: Königin Elisabeth II. (1978–2022)
    - Generalgouverneur: Baddeley Devesi (1978–1988)

  - Regierungschef: Ministerpräsident Peter Kenilorea (1978–1981, 1984–1986)
- Tonga
  - Staatsoberhaupt: König Taufaʻahau Tupou IV. (1970–2006)
  - Regierungschef: Premierminister Fatafehi Tu'ipelehake (1970–1991)
- Tuvalu
  - Staatsoberhaupt: Königin Elisabeth II. (1978–2022)
    - Generalgouverneur: Fiatao Penitala Teo (1978–1986)

  - Regierungschef: Ministerpräsident Tomasi Puapua (1981–1989)
- Vanuatu
  - Staatsoberhaupt: Präsident Ati George Sokomanu (1980–1984, 1984–1989)
  - Regierungschef: Ministerpräsident Walter Hadye Lini (1980–1991)
- Westsamoa (heute Samoa)
  - Staatsoberhaupt: O le Ao o le Malo Tanumafili II. (1962–2007)
  - Regierungschef:
    - Premierminister Tofilau Eti Alesana (1982–30. Dezember 1985, 1988–1998)
    - Premierminister Va'ai Kolone (1982, 30. Dezember 1985–1988)

## Europa
- Albanien
  - Parteichef:
    - 1. Sekretär der albanischen Arbeiterpartei Enver Hoxha (1948–11. April 1985) (1946–1954 Ministerpräsident)
    - 1. Sekretär der albanischen Arbeiterpartei Ramiz Alia (13. April 1985–1991) (Staatsoberhaupt 1982–1992)

  - Staatsoberhaupt: Vorsitzender des Präsidiums der Volksversammlung Ramiz Alia (1982–1992) (1991–1992 Präsident) (1985–1991 Parteichef)
  - Regierungschef: Ministerpräsident Adil Çarçani (1981–1991)
- Andorra
  - Co-Fürsten:
    - Staatspräsident von Frankreich: François Mitterrand (1981–1995)
    - Bischof von Urgell: Joan Martí Alanís (1971–2003)

  - Regierungschef: Regierungspräsident Josep Pintat-Solans (1984–1990)
- Belgien
  - Staatsoberhaupt: König Baudouin I. (1951–1993)
  - Regierungschef: Ministerpräsident Wilfried Martens (1979–1981, 1981–1992)
- Bulgarien
  - Parteichef: Generalsekretär der Bulgarischen Kommunistischen Partei Todor Schiwkow (1954–1989) (1971–1989 Staatsratsvorsitzender) (1962–1971 Vorsitzender des Ministerrats)
  - Staatsoberhaupt: Staatsratsvorsitzender Todor Schiwkow (1971–1989) (1954–1989 Parteichef) (1962–1971 Vorsitzender des Ministerrats)
  - Regierungschef: Vorsitzender des Ministerrats Grischa Filipow (1981–1986)
- Dänemark
  - Staatsoberhaupt: Königin Margrethe II. (1972–2024)
  - Regierungschef: Ministerpräsident Poul Schlüter (1982–1993)
  - Färöer (politisch selbstverwalteter und autonomer Bestandteil des Königreichs Dänemark)
    - Vertreter der dänischen Regierung: Reichsombudsmann Niels Bentsen (1981–1988)
    - Regierungschef:
      - Ministerpräsident Pauli Ellefsen (1981–10. Januar 1985)
      - Ministerpräsident Atli P. Dam (1970–1981, 10. Januar 1985–1989, 1991–1993)

  - Grönland (politisch selbstverwalteter und autonomer Bestandteil des Königreichs Dänemark)
    - Vertreter der dänischen Regierung: Reichsombudsmann Torben Hede Pedersen (1979–1992)
    - Regierungschef: Ministerpräsident Jonathan Motzfeldt (1979–1991, 1997–2002)
- Bundesrepublik Deutschland
  - Staatsoberhaupt: Bundespräsident Richard von Weizsäcker (1984–1994)
  - Regierungschef: Bundeskanzler Helmut Kohl (1982–1998)
- Deutsche Demokratische Republik
  - Parteichef: Generalsekretär des ZK der SED Erich Honecker (1971–1989) (1976–1989 Staatsratsvorsitzender)
  - Staatsoberhaupt: Vorsitzender des Staatsrats Erich Honecker (1976–1989) (1971–1989 Parteichef)
  - Regierungschef: Vorsitzender des Ministerrates Willi Stoph (1964–1973, 1976–1989) (1973–1976 Vorsitzender des Staatsrats)
- Finnland
  - Staatsoberhaupt: Präsident Mauno Koivisto (1982–1994) (1968–1970, 1979–1982 Ministerpräsident)
  - Regierungschef: Ministerpräsident Kalevi Sorsa (1972–1975, 1977–1979, 1982–1987)
- Frankreich
  - Staatsoberhaupt: Präsident François Mitterrand (1981–1995)
  - Regierungschef: Premierminister Laurent Fabius (1984–1986)
- Griechenland
  - Staatsoberhaupt:
    - Präsident Konstantinos Karamanlis (1980–1985, 1990–1995) (1955–1958, 1958–1961, 1961–1963, 1974–1980 Ministerpräsident)
    - Parlamentssprecher Ioannis Alevras (10. März 1985–29. März 1985) (kommissarisch)
    - Präsident Christos Sartzetakis (30. März 1985–1990)

  - Regierungschef: Ministerpräsident Andreas Papandreou (1981–1989, 1993–1996)
- Irland
  - Staatsoberhaupt: Präsident Patrick Hillery (1976–1990)
  - Regierungschef: Taoiseach Garret FitzGerald (1981–1982, 1982–1987)
- Island
  - Staatsoberhaupt: Präsidentin Vigdís Finnbogadóttir (1980–1996)
  - Regierungschef: Ministerpräsident Steingrímur Hermannsson (1983–1987, 1988–1991)
- Italien
  - Staatsoberhaupt:
    - Präsident Sandro Pertini (1978–29. Juni 1985)
    - Präsident Francesco Cossiga (29. Juni 1985–1992) (bis 3. Juli kommissarisch) (1979–1980 Ministerpräsident)

  - Regierungschef: Ministerpräsident Bettino Craxi (1983–1987)
- Jugoslawien
  - Staatsoberhaupt:
    - Vorsitzender des Präsidiums Veselin Đuranović (1984–15. Mai 1985) (1977–1982 Regierungschef)
    - Vorsitzender des Präsidiums Radovan Vlajković (15. Mai 1985–1986)

  - Regierungschef: Präsidentin des ausführenden Bundesrates Milka Planinc (1982–1986)
- Kanalinseln[1]
  - Guernsey
    - Staats- und Regierungschef: Herzogin Elisabeth II. (1952–2022)
      - Vizegouverneur:
        - Peter de Lacey Le Cheminant (1980–1985)
        - Alexander Boswell (1985–1990)

  - Jersey
    - Staats- und Regierungschef: Herzogin Elisabeth II. (1952–2022)
      - Vizegouverneur: William Pillar (1985–1990)
- Liechtenstein
  - Staatsoberhaupt: Fürst Franz Josef II. (1938–1989)
  - Regierungschef: Hans Brunhart (1978–1993)
- Luxemburg
  - Staatsoberhaupt: Großherzog Jean (1964–2000)
  - Regierungschef: Ministerpräsident Jacques Santer (1984–1995)
- Malta
  - Staatsoberhaupt: Präsidentin Agatha Barbara (1982–1987)
  - Regierungschef: Premierminister Carmelo Mifsud Bonnici (1984–1987)
- Isle of Man[1]
  - Staatsoberhaupt: Lord of Man Elisabeth II. (1952–2022)
    - Vizegouverneur:
      - Oswald Nigel Cecil (1980–1985)
      - Laurence New (1985–1990)

  - Regierungschef:
    - Vorsitzender des Exekutivrats Percy Radcliffe (1971–1977, 1981–1985)
    - Vorsitzender des Exekutivrats Edgar Mann (1985–1986)
- Monaco
  - Staatsoberhaupt: Fürst: Rainier III. (1949–2005)
  - Regierungschef:
    - Staatsminister Jean Herly (1981–16. September 1985)
    - Staatsminister Jean Ausseil (16. September 1985–1991)
- Niederlande
  - Staatsoberhaupt: Königin Beatrix (1980–2013)
  - Regierungschef: Ministerpräsident Ruud Lubbers (1982–1994)
  - Niederländische Antillen (Land des Königreichs der Niederlande)
    - Vertreter der niederländischen Regierung: Gouverneur René Römer (1983–1990)
    - Regierungschef: Ministerpräsidentin Maria Liberia-Peters (1984–1986, 1988–1993)
- Norwegen
  - Staatsoberhaupt: König Olav V. (1957–1991)
  - Regierungschef: Ministerpräsident Kåre Willoch (1981–1986)
- Österreich
  - Staatsoberhaupt: Bundespräsident Rudolf Kirchschläger (1974–1986)
  - Regierungschef: Bundeskanzler Fred Sinowatz (1983–1986)
- Polen
  - Parteichef: 1. Sekretär Wojciech Jaruzelski (1981–1989) (1985–1990 Staatsoberhaupt) (1981–1985 Ministerpräsident)
  - Staatsoberhaupt:
    - Staatsratsvorsitzender Henryk Jabłoński (1972–6. November 1985)
    - Staatsratsvorsitzender Wojciech Jaruzelski (6. November 1985–1990) (1981–1990 Parteichef), (1981–1985 Ministerpräsident)

  - Regierungschef:
    - Ministerpräsident Wojciech Jaruzelski (1981–6. November 1985) (1981–1989 Parteichef) (1985–1990 Staatsoberhaupt)
    - Ministerpräsident Zbigniew Messner (6. November 1985–1988)
- Portugal
  - Staatsoberhaupt: Präsident Ramalho Eanes (1976–1986)
  - Regierungschef:
    - Ministerpräsident Mário Soares (1976–1978, 1983–6. November 1985) (1986–1996 Präsident)
    - Ministerpräsident Aníbal Cavaco Silva (6. November 1985–1995) (seit 2006 Präsident)
- Rumänien
  - Parteichef: Generalsekretär Nicolae Ceaușescu (1965–1989) (1967–1989 Staatsoberhaupt)
  - Staatsoberhaupt: Vorsitzender des Staatsrats Nicolae Ceaușescu (1967–1989) (1965–1989 Parteichef)
  - Regierungschef: Ministerpräsident Constantin Dăscălescu (1982–1989)
- San Marino
  - Staatsoberhaupt: Capitani Reggenti
    - Marino Bollini (1979, 1. Oktober 1984–1. April 1985, 1995, 1999–2000) und Giuseppe Amici (1979–1980, 1. Oktober 1984–1. April 1985)
    - Enzo Colombini (1. April 1985–1. Oktober 1985, 2000–2001) und Severiano Tura (1. April 1985–1. Oktober 1985)
    - Pier Paolo Gasperoni (1. Oktober 1985–1. April 1986, 1996) und Ubaldo Biordi (1981–1982, 1. Oktober 1985–1. April 1986)

  - Regierungschef: Außenminister Giordano Bruno Reffi (1978–26. Juli 1986) (1974, 1977–1978 Capitano Reggente)
- Schweden
  - Staatsoberhaupt: König Carl XVI. Gustaf (seit 1973)
  - Regierungschef: Ministerpräsident Olof Palme (1969–1976, 1982–1986)
- Schweiz[2]
  - Bundespräsident Kurt Furgler (1977, 1981, 1. Januar 1985–31. Dezember 1985)
  - Bundesrat:
    - Kurt Furgler (1972–1986)
    - Pierre Aubert (1978–1987)
    - Leon Schlumpf (1980–1987)
    - Alphons Egli (1983–1986)
    - Otto Stich (1984–1995)
    - Jean-Pascal Delamuraz (1984–1998)
    - Elisabeth Kopp (1984–1989)
- Sowjetunion
  - Parteichef:
    - Generalsekretär der KPdSU Konstantin Tschernenko (1984–10. März 1985) (1984–1985 Staatsoberhaupt)
    - Generalsekretär der KPdSU Michail Gorbatschow (11. März 1985–1991) (1988–1989 Staatsoberhaupt)

  - Staatsoberhaupt:
    - Vorsitzender des Präsidiums des Obersten Sowjets Konstantin Tschernenko (1984–10. März 1985) (1984–1985 Parteichef)
    - stellvertretender Vorsitzender des Präsidiums des Obersten Sowjets Wassili Kuznetsow (10. März 1985–2. Juli 1985) (kommissarisch)
    - Vorsitzender des Präsidiums des Obersten Sowjets Andrei Gromyko (2. Juli 1985–1988)

  - Regierungschef:
    - Vorsitzender des Ministerrats Nikolai Tichonow (1980–27. September 1985)
    - Vorsitzender des Ministerrats Nikolai Ryschkow (27. September 1985–1991)
- Spanien
  - Staatsoberhaupt: König Juan Carlos I. (1975–2014)
  - Regierungschef: Ministerpräsident Felipe González (1982–1996)
- Tschechoslowakei
  - Parteichef: Vorsitzender Gustáv Husák (1969–1987) (1975–1989 Präsident)
  - Staatsoberhaupt: Präsident Gustáv Husák (1975–1989) (1669–1987 Parteichef)
  - Regierungschef: Ministerpräsident Lubomír Štrougal (1970–1988)
- Ungarn
  - Parteichef: Generalsekretär der Partei der Ungarischen Werktätigen János Kádár (1956–1988) (1956–1958, 1961–1965 Ministerpräsident)
  - Staatsoberhaupt: Vorsitzender des Präsidentschaftsrats Pál Losonczi (1967–1987)
  - Regierungschef: Ministerpräsident György Lázár (1975–1987)
- Vatikanstadt
  - Staatsoberhaupt: Papst Johannes Paul II. (1978–2005)
  - Regierungschef: Kardinalstaatssekretär Agostino Casaroli (1979–1990)
- Vereinigtes Königreich
  - Staatsoberhaupt: Königin Elisabeth II. (1952–2022) (gekrönt 1953)
  - Regierungschef: Premierministerin Margaret Thatcher (1979–1990)
- Republik Zypern
  - Staats- und Regierungschef: Präsident Spyros Kyprianou (1977–1988)
  - Nordzypern (international nicht anerkannt)
    - Staatsoberhaupt: Präsident (1983–2005)
    - Regierungschef:
    - Ministerpräsident Mustafa Çağatay (1983–19. Juli 1985)
    - Ministerpräsident Derviş Eroğlu (19. Juli 1985–1994, 1996–2004, 2009–2010) (2010–2015 Präsident)